# The Sound of Echo
The Sound of Echo es un EP de la banda de post punk británica Echo & the Bunnymen, publicado en febrero de 1984. También es conocido con el nombre de Never Stop EP y Echo and the Bunnymen EP. Contiene canciones extraídas del disco Crocodiles de 1980, Porcupine de 1983, además de un sencillo que no aparece en ninguno de sus discos y un tema en directo. Se lanzó en formato de 12 pulgadas de vinilo. La canción en directo, "Do It Clean", se grabó en el Royal Albert Hall el 18 de julio de 1983.

## Lista de canciones
Todas las canciones compuestas por Will Sergeant, Ian McCulloch, Les Pattinson y Pete de Freitas.
1. "Never Stop" – 4:44
2. "Rescue" – 4:30
3. "The Cutter" – 3:55
4. "The Back of Love" – 3:12
5. "Do It Clean" (directo) – 5:36

## Personal
Echo & the Bunnymen
- Ian McCulloch – voz, guitarra
- Will Sergeant – guitarra líder
- Les Pattinson – bajo
- Pete de Freitas – batería

Equipo de producción
- Bill Drummond – productor
- David Balfe – productor
- Hugh Jones – productor
- Ian Broudie – productor
- Martyn Atkins – diseño artístico